# Soul assai brillante
Soul assai brillante è il quinto album in studio del gruppo musicale italiano Ridillo, pubblicato nel 2007.

## Descrizione
Dopo alcuni anni di pausa tornano con un album di cover che testimoniano come l'anima funk della band si intersechi indissolubilmente con le atmosfere soul nella musica leggera italiana degli anni '60 e '70 (e non solo). Dodici classici della discografia internazionale ricantati nelle corrispondenti versioni italiane, che proseguono idealmente ul percorso già introdotto da Passo le mie notti qui da solo su Weekend al Funkafè. Vincenzo Murè sostituisce alle tastiere Alberto Benati, da qui in poi progressivamente sempre più impegnato nell'attività di produzione discografica nel suo studio di registrazione Funk Lab.

## Tracce
1. Se io ti regalo un fiore (Gimme Little Sign) - 3:28
2. Passa e vai (Walk On By) - 3:31
3. Sei contenta (I Got You Babe) feat. Alessandra Ferrari - 3:43
4. Gira gira (Reach Out I'll Be There) - 3:23
5. Per vivere insieme (Happy Together) - 3:46
6. 24 ore spese bene con amore (Spinning Wheel) - 3:56
7. Vai pure via (Please Don't Let Me Be Misunderstood) - 3:34
8. Talmente donna (More Than A Woman) - 3:57
9. Bisogna far qualcosa (These Boots Are Made for Walkin')/Il beat cos'è (The Beat Goes On) (feat. Jacqueline Perkins) - 5:17
10. Com'è buia la città (Ain't No Sunshine) - 3:41
11. Navi (Sittin' on the Dock of the Bay) - 3:01
12. La festa riuscirà... feat. Luca Biagini - 0:55
13. MondoNuovo (Soul Version 2007) 3:15 / silenzio 0:23 / estratto dal musical (ghost track) 2:20 - 5:58

## Formazione
- Daniele "Bengi" Benati – voce, chitarra
- Claudio Zanoni – tromba, chitarra e voce
- Paolo D'Errico – basso, fischio, voce
- Renzo Finardi – batteria, percussioni, voce
- Vincenzo Murè – tastiere